# 圣路加与圣保罗座堂 (查尔斯顿)
圣路加与圣保罗座堂 (查尔斯顿)（Cathedral of St. Luke and St. Paul）是美国圣公会南卡罗来纳教区的主教座堂。它始建于1810年，原名圣保罗堂，1949年与夏洛特街的圣路加堂合并。1963年升格为主教座堂。它座落在 Coming 街，查尔斯顿学院校园的心脏。